# Technische Universiteit van Azerbeidzjan
De Technische Universiteit van Azerbeidzjan (Azerbeidzjaans: Azərbaycan Texniki Universiteti, AzTU, Engels: Azerbaijan Technical University, ATU) is een technische universiteit van Azerbeidzjan in Bakoe. De universiteit werd opgericht in 1950 door de Azerbeidzjaanse Socialistische Sovjetrepubliek.
De universiteit heeft 10 faculteiten, circa 1.100 personeelsleden en circa 6.000 studenten.
De Technische Universiteit van Azerbeidzjan heeft naast Bakoe een vestiging in Gandja.

## Faculteiten
- Elektrotechniek en energietechniek
- Vervoer
- Technologische machines
- Speciale apparatuur en technologieën
- Radiotechniek en communicatie
- Metallurgie
- Machinebouw
- Engineering bedrijf en beheer
- Automatisering en computertechnologie
- Decanaat voor internationale studenten